# Vršovci

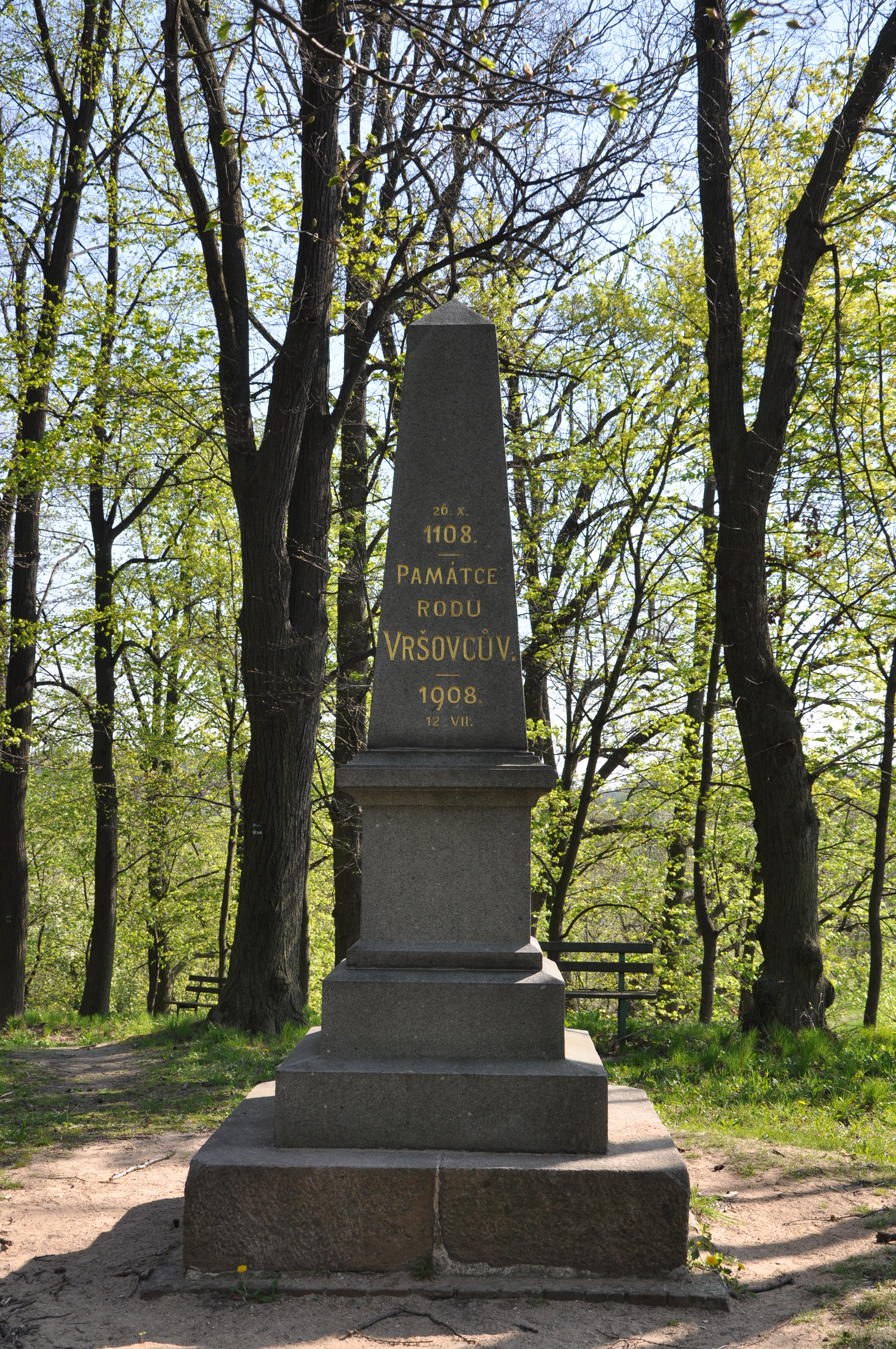
Denkmal an das Geschlecht der Vršovci, errichtet in Vraclav 1908, am 800. Jahrestag der Hinrichtungen

Vršovci oder Wrschowetze (auch Rawici) ist ein mittelalterliches Adelsgeschlecht. Mitglieder des Geschlechts standen am längsten im Kampf mit den Přemysliden um die Vorherrschaft in Böhmen. Die herrschende Dynastie der Přemysliden versuchte dreimal, den mächtigen Clan der Vršovci auszulöschen: 1003, um 1014 und 1108.

## Geschichte
Vršovci waren eines der ältesten Adelsgeschlechter Böhmens und stammten vermutlich von einem Ahnenzweig der Přemysliden ab.
Der Sage nach kam der Stammvater des Geschlechts, Warsz, um 645 mit seinen nahen Verwandten, Lech und Czech, aus Weiss-Kroatien nach Böhmen und gründete dort den Stammsitz der Familie.
Später bekämpften sie im Namen der Přemysliden das konkurrierende Geschlecht der Slavnikiden. In der Schlacht bei Libice 995, die zwei Tage dauerte, wurden alle Einwohner getötet, auch die, die sich in der Kirche verschanzt hatten. Danach brannten die Angreifer die wichtigsten Festungen und Burgen der Slavnikiden nieder. Die Přemysliden besetzten die Gebiete und schenkten den Vršovci zum Dank Libice.
Auf Befehl Herzog Svatopluks II. wurden die Vršovci 1108 niedergemetzelt. Anlass war die Beschuldigung, einer ihrer Führer namens Mutina habe insgeheim mit Polen paktiert und damit Landesverrat begangen. Polnische Truppen hatten in diesem Jahr Böhmen überfallen, während der Herzog außer Landes war. Mutina als einer seiner Stellvertreter trug die Verantwortung für die Niederlage des böhmischen Heeres. Svatopluk ließ daraufhin Angehörige der Familie in der Burg Vraclav, in Libice, Prag und anderorts hinrichten und ermorden. Der Chronist Cosmas von Prag, der die Hinrichtung von Mutinas kleinen Söhnen als Augenzeuge miterlebt hatte, versucht Svatopluks Vorgehen trotz der Grausamkeit zu legitimieren. Er stellt die Vršovci in seiner Chronik daher als ärgste Feinde des Herrscherhauses dar, die seit alters her gegen die Přemysliden gekämpft und sich dabei zahlloser Verbrechen schuldig gemacht hätten.
Wenige Familien überlebten die Verfolgung des Jahres 1108. Das polnische Geschlecht der Rawicz leitete seine Herkunft von den Vršovci ab.
Gustav Friedrich bereitete 1907 die sich im Archiv des Vyšehrader Kapitels befindlichen Urkunden auf, die über Besitzrechte der Vršovci aus der Zeit von 1100 bis 1107 Aufschluss geben und 1108 an die Přemysliden fielen.